# 四佳亭駅
四佳亭駅（サガジョンえき）は大韓民国ソウル特別市中浪区面牧洞にある、ソウル交通公社7号線の駅。駅番号は(722)。

## 駅構造
相対式ホーム2面2線を有する地下駅で、フルスクリーンタイプのホームドアが設置されている。改札階は地下1階、ホーム階が地下4階にあり、エレベータが設置されている。ただし、上り方面ホームにあるエレベータは地下3階までしか行かず、地下3階で改札階 - 下りホーム間のエレベータに乗り換える必要がある。改札口は階段専用とエレベータ専用に分かれている。化粧室は改札外にある。
出入口は1番から4番までの合計4ヶ所ある。

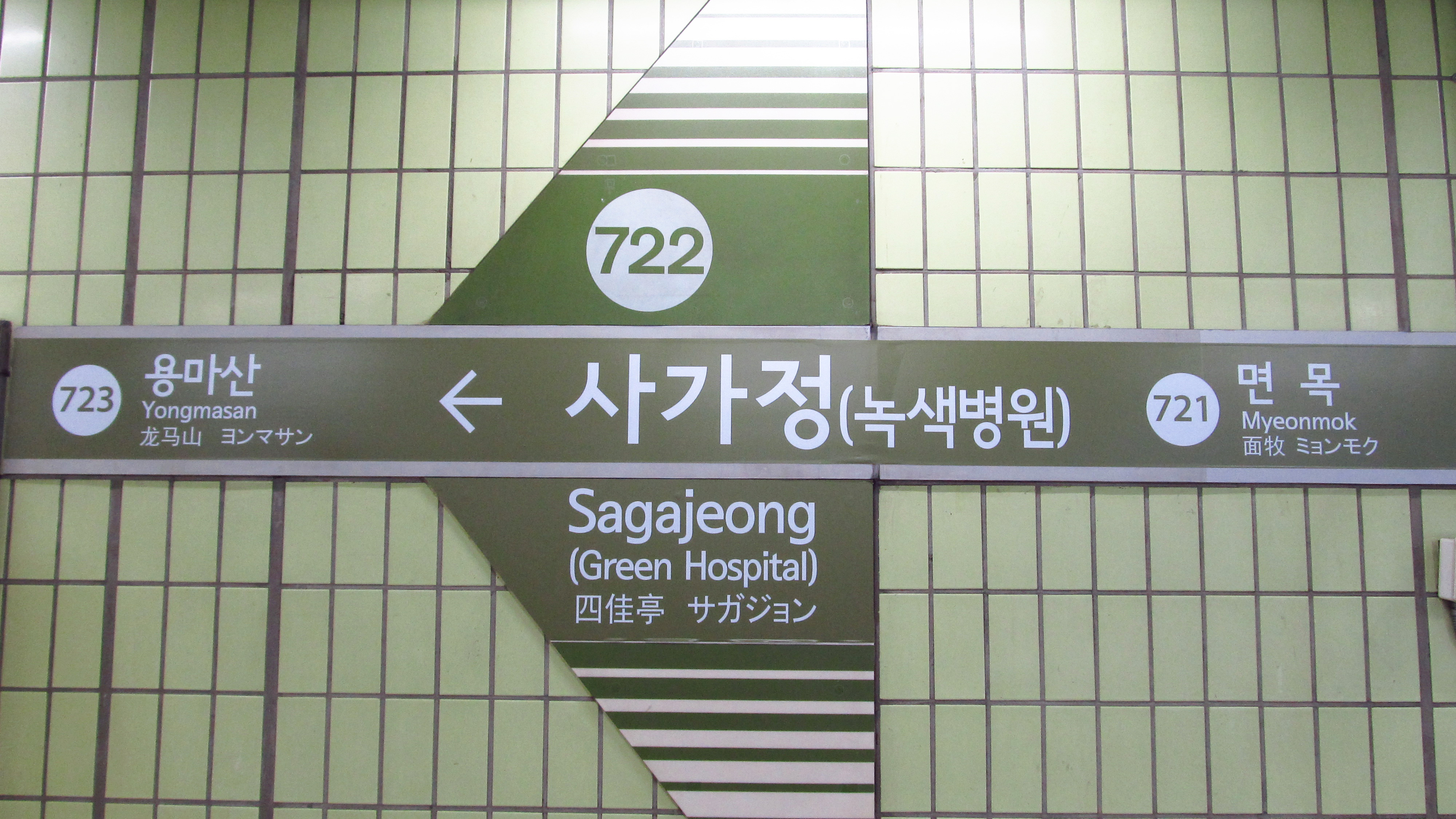
駅名標
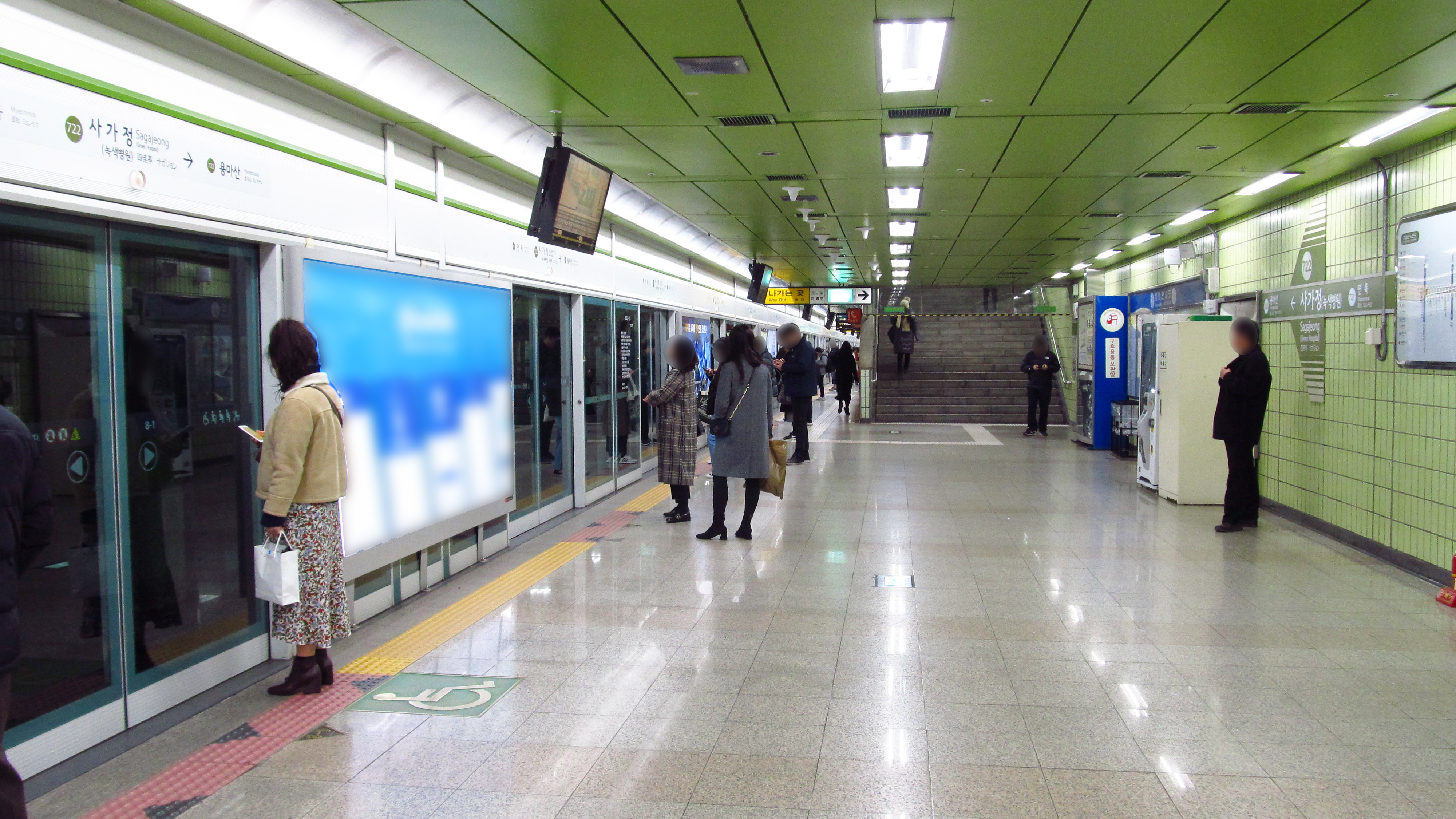
ホーム(2018年11月)

### のりば
- 案内上ののりば番号は設定されていない。

| 上り | 7号線 | 上鳳・蘆原・道峰山・長岩方面         |
| 下り | 7号線 | 君子・高速ターミナル・大林・温水方面 |

## 利用状況
近年の一日平均利用人員推移は下記のとおり。
| 路線  | 路線     | 2000年 | 2001年 | 2002年 | 2003年 | 2004年 | 2005年 | 2006年 | 2007年 | 2008年 | 2009年 | 出典  |
| ----- | -------- | ------ | ------ | ------ | ------ | ------ | ------ | ------ | ------ | ------ | ------ | ----- |
| 7号線 | 乗車人員 | 11,274 | 14,033 | 14,582 | 14,922 | 14,496 | 15,058 | 14,881 | 15,407 | 15,792 | 16,036 | [ 1 ] |
| 7号線 | 降車人員 | 10,625 | 13,087 | 13,613 | 13,859 | 12,980 | 14,365 | 14,168 | 14,439 | 14,768 | 14,998 | [ 1 ] |
| 7号線 | 乗降人員 | 21,899 | 27,120 | 28,195 | 28,781 | 27,476 | 29,423 | 29,049 | 29,846 | 30,560 | 31,035 | [ 1 ] |
| 路線  | 路線     | 2010年 | 2011年 | 2012年 | 2013年 | 2014年 | 2015年 |        |        |        |        | [ 1 ] |
| 7号線 | 乗車人員 | 16,649 | 17,471 | 17,292 | 17,234 | 17,158 | 16,846 |        |        |        |        | [ 1 ] |
| 7号線 | 降車人員 | 15,839 | 16,707 | 16,628 | 16,597 | 16,552 | 16,300 |        |        |        |        | [ 1 ] |
| 7号線 | 乗降人員 | 32,488 | 34,178 | 33,920 | 33,831 | 33,710 | 33,146 |        |        |        |        | [ 1 ] |

## 駅周辺
- 面牧3・8洞住民センター
- 面牧3治安センター
- 面牧郵便局
- ソウル面東初等学校
- 緑色病院
- ロデオマダン
- 中浪区リサイクルセンター
- 斗山アパート
- 面牧7治安センター
- 面牧市場
- 斗山2次アパート
- 斗山3次アパート
- 面牧7洞住民センター
- ソウル面南初等学校
- 中浪文化体育館
- ホームエバー面牧店（元・カルフール面牧）

## 歴史
- 1996年10月11日 - 開業。
- 2006年7月28日 - 3・4番出入口を開設。

### 駅名の由来
李氏朝鮮時代の学者である徐居正の号であった『四佳亭』から。

## 隣の駅
ソウル交通公社
 7号線
面牧駅 (721) - 四佳亭駅 (722) - 龍馬山駅 (723)